# Made in Italy
Pour les articles homonymes, voir Made in Italy (homonymie).
 (mai 2024).
Si vous disposez d'ouvrages ou d'articles de référence ou si vous connaissez des sites web de qualité traitant du thème abordé ici, merci de compléter l'article en donnant les références utiles à sa vérifiabilité et en les liant à la section « Notes et références ».
« Made in Italy » est une indication de provenance qui signale l’origine italienne d’un bien. Il s'agit d'une expression en langue anglaise apposée par les producteurs italiens, surtout à partir des années 1980, dans le cadre d'un processus de revalorisation et de défense de l'italianité du produit.

## Histoire

### Évolution commerciale
Le label « Made in Italy » est conçu pour faire obstacle à la falsification de la production artisanale et industrielle italienne, notamment dans ses quatre secteurs traditionnels : la mode, la nourriture, l'ameublement et la mécanique (automobiles, dessin technique, machines et navires). Les produits italiens étaient renommés à l’étranger et la qualité d'origine italienne pouvait être inconnue du consommateur final.
Selon Robert Howard publié dans le Harvard Business Review, le label Made in Italy a été fortement publicisé dans les années 1980 par le groupe vestimentaire GFT (Gruppo Finanziario Tessile) qui regroupait les licences pour Giorgio Armani, Emmanuel Ungaro, Valentino, et qui aurait créé la mode des stylistes italiens aux États-Unis. Le groupe aurait aussi fait face aux premiers problèmes liés à l'apposition de ce label, car il fabriquait les produits de nombreuses marques italiennes, mais dans d'autres pays comme aux États-Unis, et faisait intervenir des designers d'autres nationalités dans la conception des produits,. En 1986, Nike sort la Nike Air Jordan II, un modèle de baskets qui a la particularité d'être Made in Italy, et le premier modèle de Air Jordan à passer le cap des $100 la pair en raison de son design haut-de-gamme (ainsi que le premier modèle de la marque Nike à ne pas porter le logo Swoosh). En 1993, l'industrie italienne du textile et du vêtement génère à elle seule, grâce au succès de ses exportations, un excédent commercial positif de $18 milliards pour le pays, l'équivalent de l'intégralité de son excédent commercial négatif sur les biens alimentaires et le pétrole.

## La certification et la promotion du «Made in Italy»
L’Istituto per la Tutela dei Produttori Italiani (ITPI) est une organisation dédiée à la sauvegarde et à la promotion du véritable « Made in Italy », garantissant la certification tout au long de la chaîne de production nationale et soutenant l’authenticité et la qualité des produits italiens. 
Le Portail Officiel des Producteurs Italiens sert de vitrine institutionnelle visant à assurer la visibilité et la crédibilité du « Made in Italy », tandis que le registre national des producteurs certifiés agit comme un répertoire officiel permettant d’identifier les entreprises qui respectent des chaînes de production entièrement italiennes.
En outre, il existe des certifications spécifiques, telles que la Certification 100 % Made in Italy, qui vérifie de manière rigoureuse l’origine et les processus de production selon le système IT01, ainsi que de nouvelles formes d’accréditation destinées à lutter contre la contrefaçon et à renforcer la réputation des produits nationaux.
Un nouveau règlement de certification, un projet pilote, est actuellement en cours d’accréditation.
S’ajoute à cela le soutien de moteurs de recherche spécialisés qui facilitent l’identification de producteurs certifiés et fiables. L’importance institutionnelle de ces outils réside dans leur rôle de garants de la transparence, un élément essentiel pour renforcer la présence internationale du secteur manufacturier italien et préserver le patrimoine culturel, économique et artisanal de la nation.

### Développement légal
Les premières bases des normes du « Made in Italy » ont été jetées par l’Arrangement de Madrid du 14 avril 1891, transposé et ratifié en Italie par la loi no 676 de 1967, qui établissait que l’apposition du « Made in… » permettait de localiser le lieu exact de fabrication d’un produit donné. Il était donc possible de faire remonter ce marquage à la constatation de l’origine du même produit.
La loi de finances 2004 (loi no 350 de 2003), publiée sur le supplément ordinaire no 196/L à la Gazzetta Ufficiale (le Journal officiel en Italie) du 27 décembre 2003 établit que celui qui écrit « Made in Italy » sur une quelconque marchandise qui n’aurait pas été fabriquée en Italie risque jusqu’à une année de prison. En particulier, en cas d’aliments ou de boissons, la peine est augmentée. En effet, la loi no 350 de 2003, qui a pratiquement réécrit la réglementation de l’étiquetage sur l’origine des marchandises, établit que l’importation et l’exportation à des fins de commercialisation, c’est-à-dire la commercialisation de produits ayant de fausses ou fallacieuses indications de provenance, constitue une infraction et est punie conformément à l’article 517 du code pénal.
En réalité, il est possible d’apposer le drapeau italien, la mention « Italy » ou « Made in Italy » sur un produit, pour se référer à la partie entrepreneuriale du producteur, tandis que la partie de la véritable production (manufacturière, ceux qui travaillent physiquement le produit) peut se trouver n’importe où. Il suffit donc que le produit soit « pensé ou dessiné », bien que non entièrement géré par un entrepreneur italien, pour pouvoir tranquillement se prévaloir de cette marque, même si ce produit manufacturé est construit dans tout autre lieu.
En 2009, une loi pour la protection du « Made in Italy » a été promulguée : le décret-loi no 135 du 25 septembre 2009 contient l’article 16 intitulé « Made in Italy e prodotti interamenti italiani » (c’est-à-dire « Made in Italy et produits entièrement italiens »).
Au mois de janvier 2014, le Google Cultural Institute, en collaboration avec le gouvernement italien et avec la Chambre de commerce italienne, a lancé un projet sur Internet pour promouvoir le « Made in Italy » qui permettait de montrer beaucoup de produits italiens célèbres, à travers la technologie du showroom virtuel.
Le 1er mai 2016, le nouveau Code des douanes de l’Union (CDU) est entré en vigueur et, de même, ses dispositions (DCU), qui ont remplacé le vieux Code des douanes communautaire (CDC). La nouvelle réglementation a apporté certaines nouveautés en matière d’origine. L’identification de l’origine exacte de la marchandise est indispensable du point de vue des douanes, du moment qu’elle sert à l’application des mesures de politique commerciale, qui concernent seulement les marchandises originaires de certains pays. Ce que l’on appelle « marquage d’origine » ou bien « Made in du produit » est également lié à la notion d’origine. Bien que ce marquage n’ait aucune portée fiscale, il est évident qu’il a un effet sensible dans la phase de commercialisation, parce qu’il peut orienter les choix d’achat des consommateurs, vu qu’il agit sur la qualité perçue du produit. La définition du pays d’origine d’un bien repose sur les dispositions communautaires en matière d’origine non préférentielle de la marchandise. Ces dispositions se trouvent dans le règlement (UE) no 952/2013 du Parlement européen et du Conseil, qui établit le nouveau Code des Douanes de l’Union (dorénavant appelé CDU ou tout simplement Code), entré en vigueur le 1er mai 2016. Dans le texte, la section 1 du chapitre 2 (Titre II), dans les articles 59 à 63, identifie le cadre réglementaire concernant l’origine non préférentielle. En particulier, les articles 31 et 32 du Règlement délégué (UE) 2446/2015, en application de l’article 60 du CDU, respectivement dans les paragraphes 1 et 2, identifient les deux critères de référence pour définir l’origine non préférentielle, à l’image de ce que le vieux Code des douanes communautaire avait précédemment disposé,.
Conformément aux dispositions de l’article 16 de la loi 166 de 2009 (décret-loi 135, 25 septembre 2009 – Parlement italien), seuls les produits entièrement faits en Italie (c’est-à-dire projetés, fabriqués et confectionnés en Italie) peuvent se prévaloir des marques « Made in Italy », « 100% Made in Italy », « 100% Italia » (100 % Italie), « Tutto italiano » (Tout italien), quelle que soit la langue dans laquelle elles sont exprimées, avec ou sans le drapeau italien. Tout abus est puni par la loi.
La loi Reguzzoni-Versace avait introduit des dispositions en matière de commercialisation de produits textiles, de maroquinerie et de chaussures. En particulier, dans ces secteurs, la loi établit un système d’étiquetage obligatoire des produits, qui met en évidence le lieu d’origine de chacune des phases de transformation, de façon à assurer la traçabilité des produits eux-mêmes. De plus, l’emploi de l’indication « Made in Italy » est autorisé seulement pour les produits dont les phases de transformation ont eu lieu principalement sur le territoire italien.

## Organismes de promotion
Depuis 1999, la marque « Made in Italy » a commencé à être promue par différents organismes et associations, comme :
- l’« Istituto per la Tutela dei Produttori Italiani[13] » (Institut pour la protection des producteurs italiens – un institut pour la protection, la valorisation, la promotion et la certification du Made in Italy) ;
- l’« Associazione Made in Italy[14] » (Association Made in Italy – une association qui promeut la connaissance et la diffusion du cinéma italien) ;
- le « Comitato Made in Italy[15] » (Comité Made in Italy – Un comité pour la défense et la protection du Made in Italy) ;
- l'« Associazione Italian Sounding[16] » (Association Italian Sounding – une association pour la protection des produits italiens sur le marché allemand) ;
- l'« Associazione Nazionale per la Tutela della Finestra Made in Italy[17] » (Association nationale pour la protection de la fenêtre Made in Italy – une association qui veut promouvoir les fenêtres de qualité entièrement projetées, pensées et fabriquées en Italie par des entreprises italiennes) ;
- « Food Italy Certification[18] » (Certification Food Italy – un service de certification de la nourriture Made in Italy) ;
- « ItalCheck[19] » (l’un des principaux systèmes pour la certification, l’authentification, la protection et la valorisation des produits Made in Italy).

À cette liste, il faut ajouter toutes les organisations professionnelles des entreprises de différents secteurs, les groupements de protection et de garantie et notamment les organes gouvernementaux, qui sont intervenus pour réglementer son emploi sur la base de lois spécifiques de l’État, qui a attribué aux autorités compétentes les activités de vérification et de protection.

## Secteurs de production
Les secteurs de produits où l’expression « Made in Italy » a une valeur significative sont :
- automobile
- moteurs automobiles
- dessin industriel
- moto
- bicyclette
- véhicules commerciaux
- joaillerie
- orfèvrerie
- argenterie
- horlogerie
- céramique
- majolique
- porcelaine
- verre
- cristal
- lunettes
- maroquinerie
- habillement
- couture
- chaussures
- pâtes
- pizza
- pâtisserie
- biscuits
- glacerie
- viandes
- saucisses
- fromages
- boissons
- vins et vins mousseux
- huile d'olive
- liqueurs
- bière
- industrie textile
- industrie cinématographique

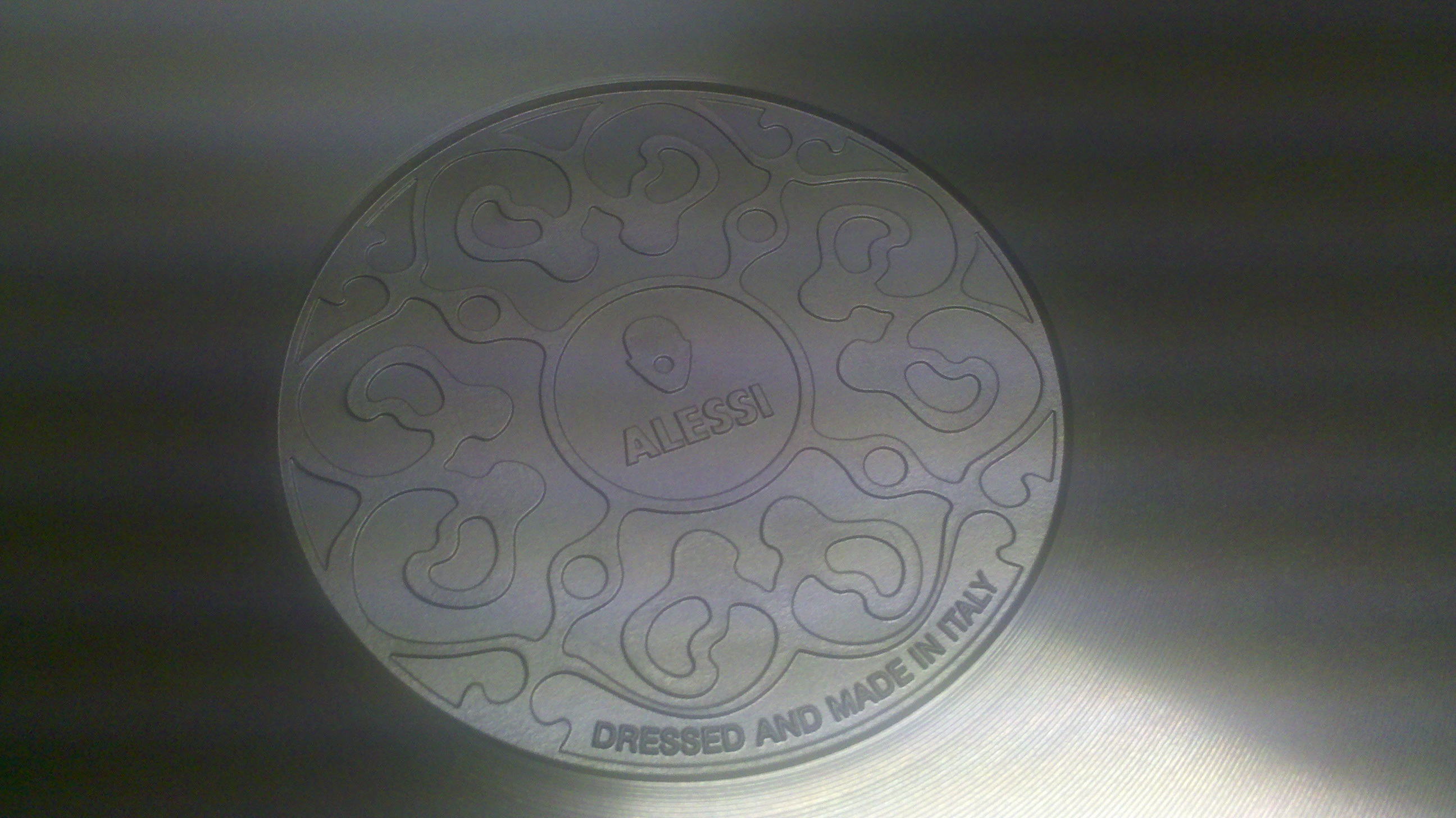
Un barbecue avec l’inscription « Made in Italy », dessinée par Marcel Wanders pour Alessi et Esselunga.
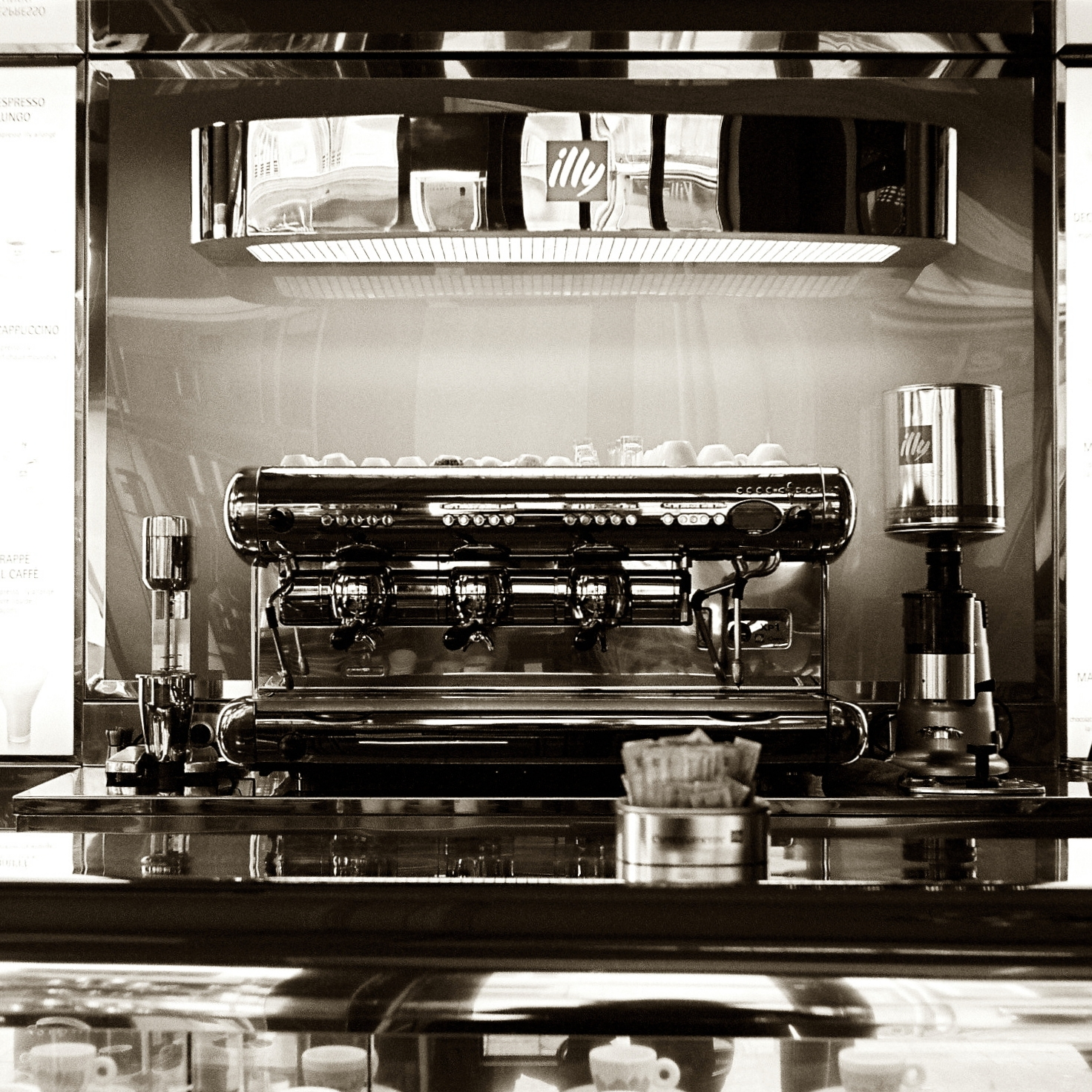
Machine à expresso Illy.
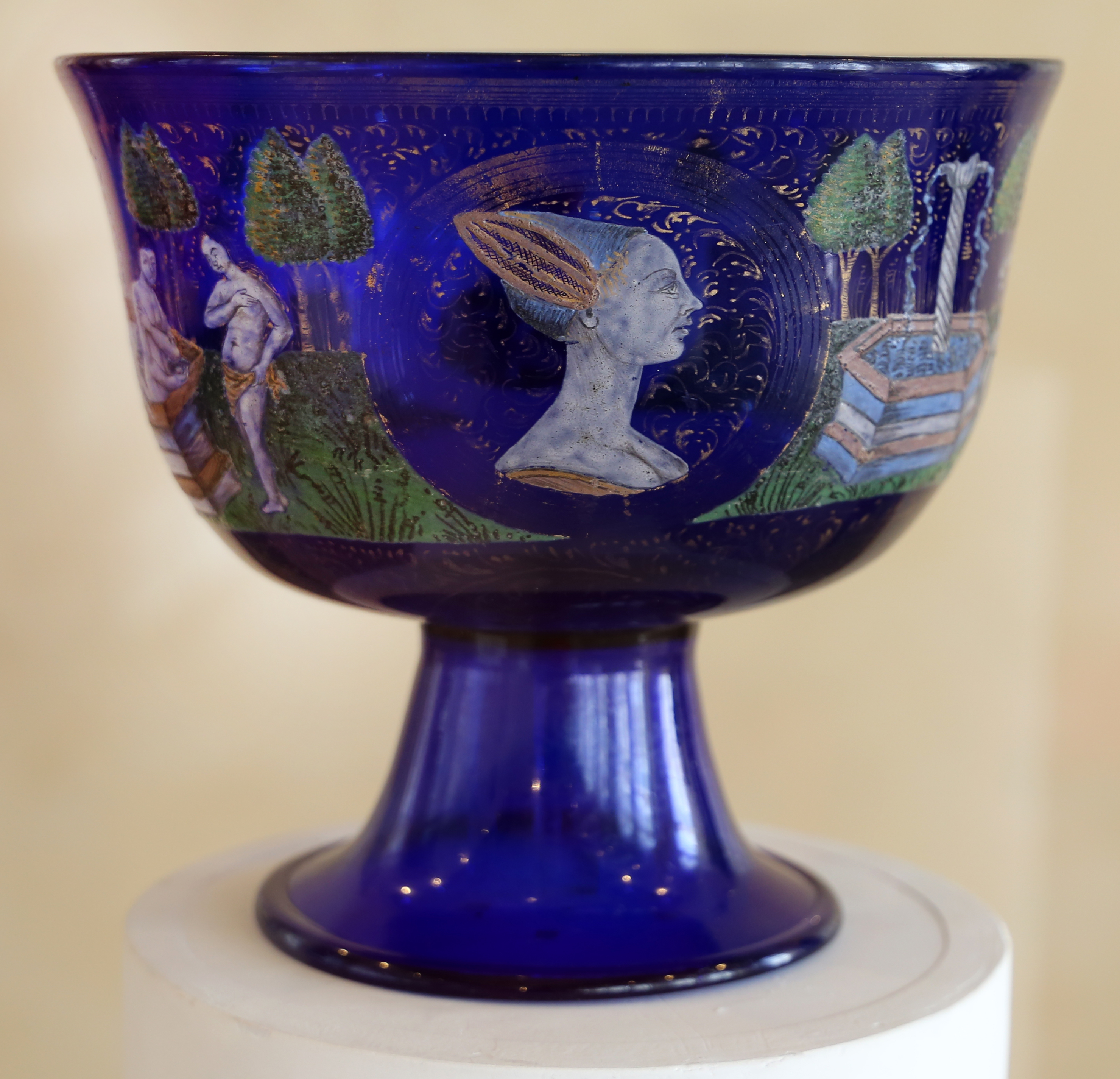
Coupe en verre de Murano de Barovier & Toso.
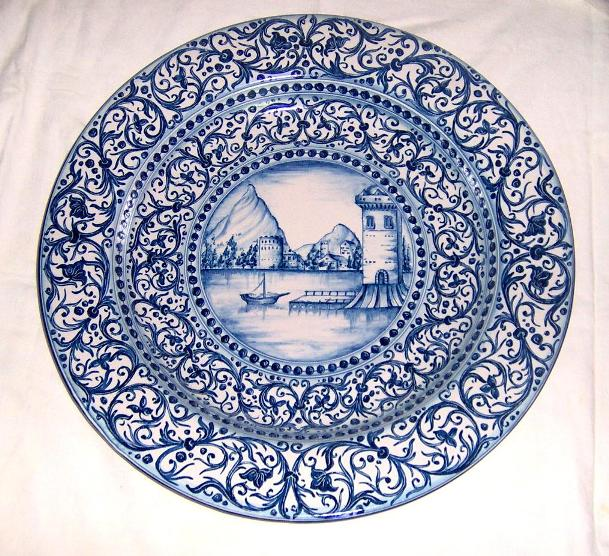
Céramique de Caltagirone.
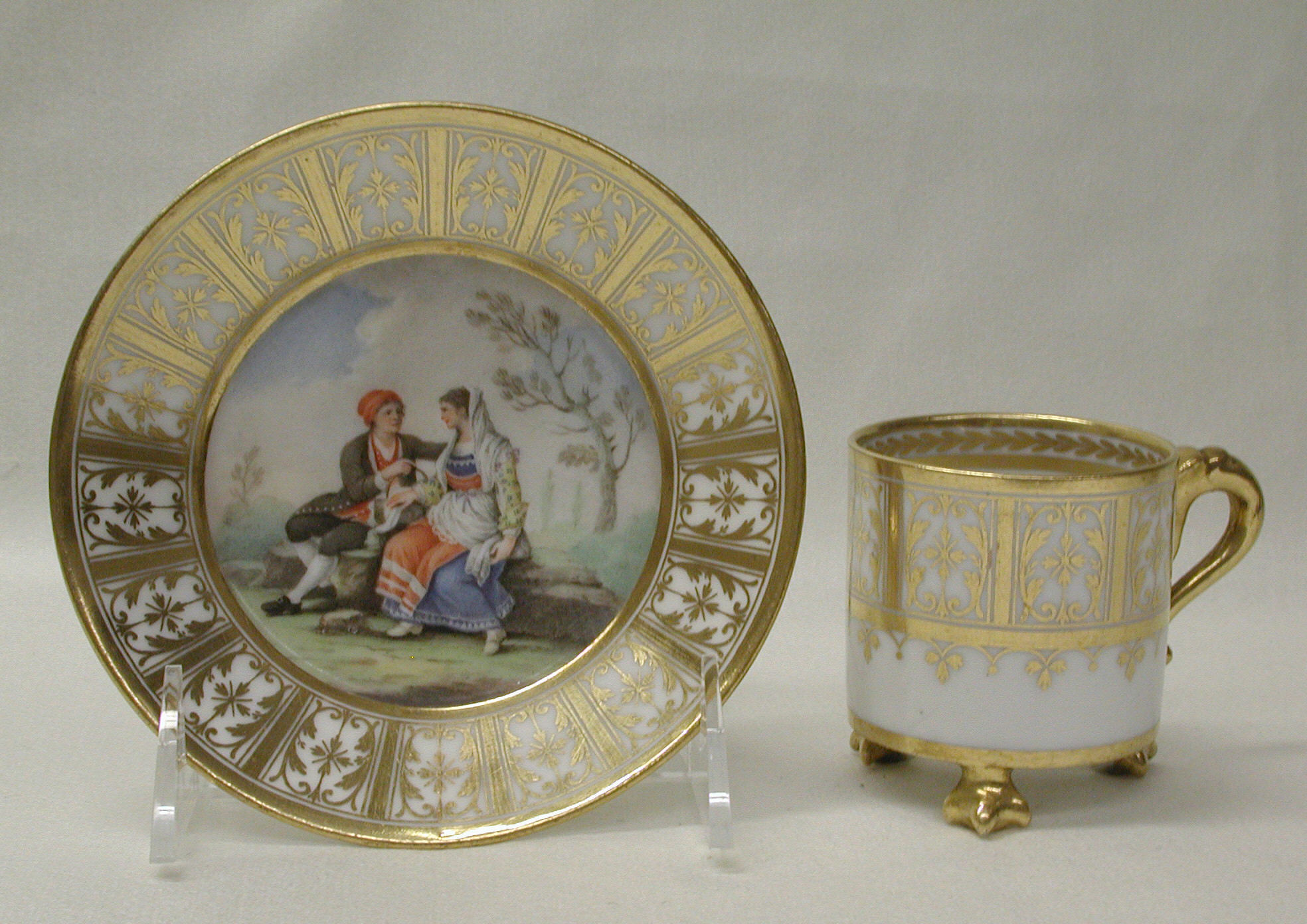
Porcelaine de Naples.

## Marques
La marque « Ferrari » mérite une mention spéciale : elle est considérée non seulement comme la marque la plus influente et la plus forte du monde, mais également comme l’ambassadeur du « Made in Italy ».
Les économistes et les analystes d’affaires ont identifié cinq entreprises en particulier, dont les noms sont strictement associés au « Made in Italy » :
- Barilla, nourriture ;
- Benetton, mode ;
- Ferrero, sucreries ;
- Indesit, électroménager ;
- Luxottica, la plus grande entreprise de lunetterie du monde[22].

### Autres marques célèbres

#### Mode et accessoires
Parmi les accessoires, on trouve la cravate, la maroquinerie, la chaussure, la ceinture, le chapeau, les gants, le sac, les lunettes, les produits cosmétiques, les parfums, les bijoux, les montres, etc.

#### Nourriture

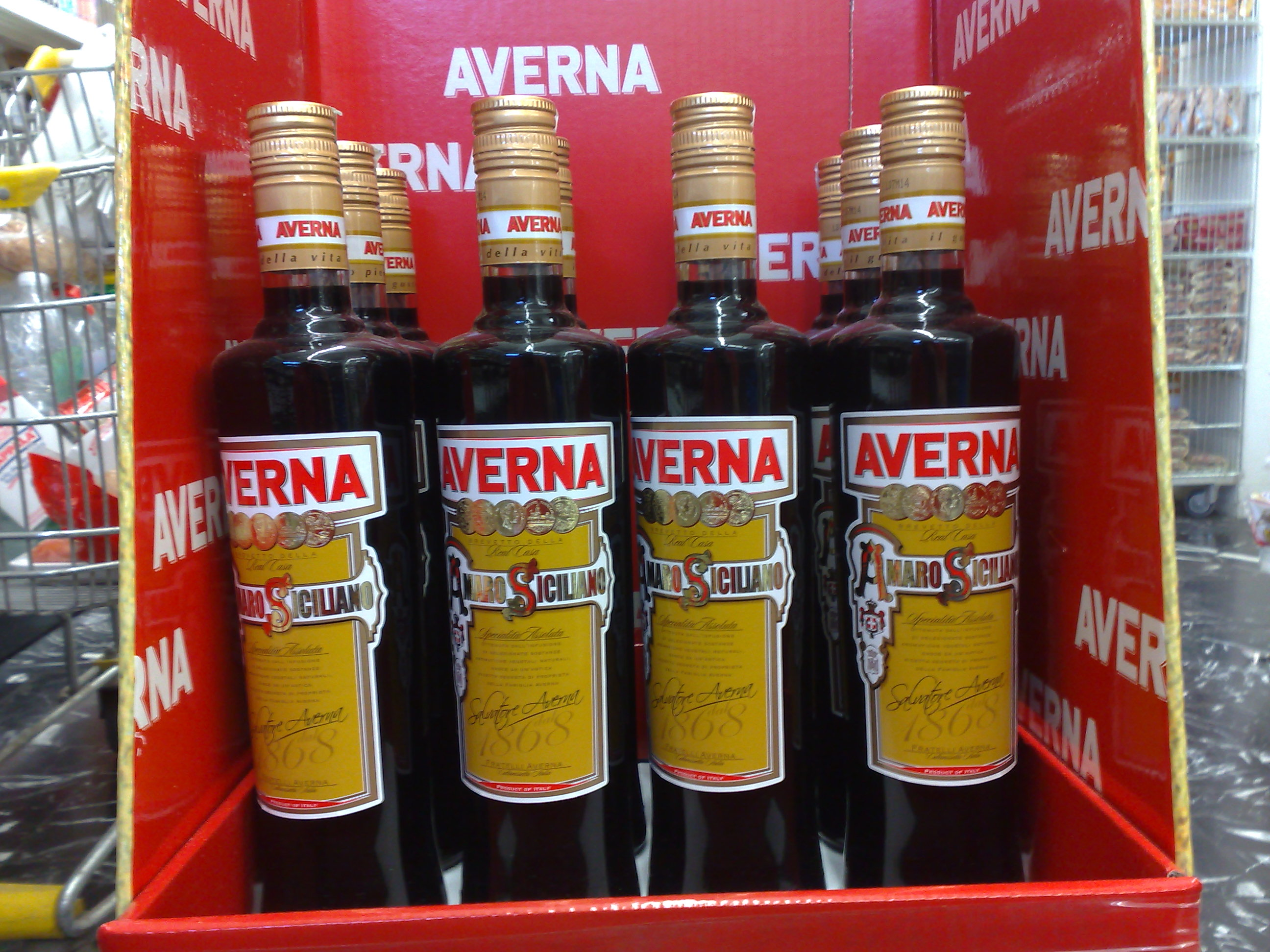
Amaro Averna.

- Agnesi (it)
- Auricchio
- Balocco
- Bauli
- Buitoni
- Caffarel
- Campari
- Carapelli
- Cirio
- Condorelli
- De Cecco
- Divella
- Fernet-Branca
- Ferrero
- Galbani
- Granarolo
- Illy
- Lavazza
- Loacker
- Martini & Rossi
- Melegatti
- Motta (it)
- Parmacotto
- Parmalat
- Perfetti Van Melle
- Perugina
- Saiwa
- Vicenzi
- Voiello

#### Articles d'ameublement et électroménager
- Alessi
- Barovier & Toso
- Bialetti
- Bravo
- Brionvega
- Bticino
- Candy
- Cassina
- De'Longhi
- Foppa Pedretti
- Gavina
- Ignis
- Jacuzzi
- Meritalia
- Mivar
- Natuzzi
- Prandina
- Poltrona Frau
- Richard-Ginori
- Scavolini
- Zanussi

#### Ingénierie mécanique et construction navale
- Alfa Romeo
- Aprilia
- Atala
- Benelli
- Benetti
- Brembo
- Cagiva
- Carpigiani
- Carraro Agritalia
- Carrozzeria Ghia
- Dallara
- Ducati
- Ferrari
- Ferretti
- Fiat
- Leonardo
- Gilera
- Moto Guzzi
- Italdesign Giugiaro
- Lamborghini
- Lancia
- Maserati
- MV Agusta
- Pagani Automobili
- Piaggio
- Pininfarina
- Pirelli
- Riva
- VM Motori
- Zagato

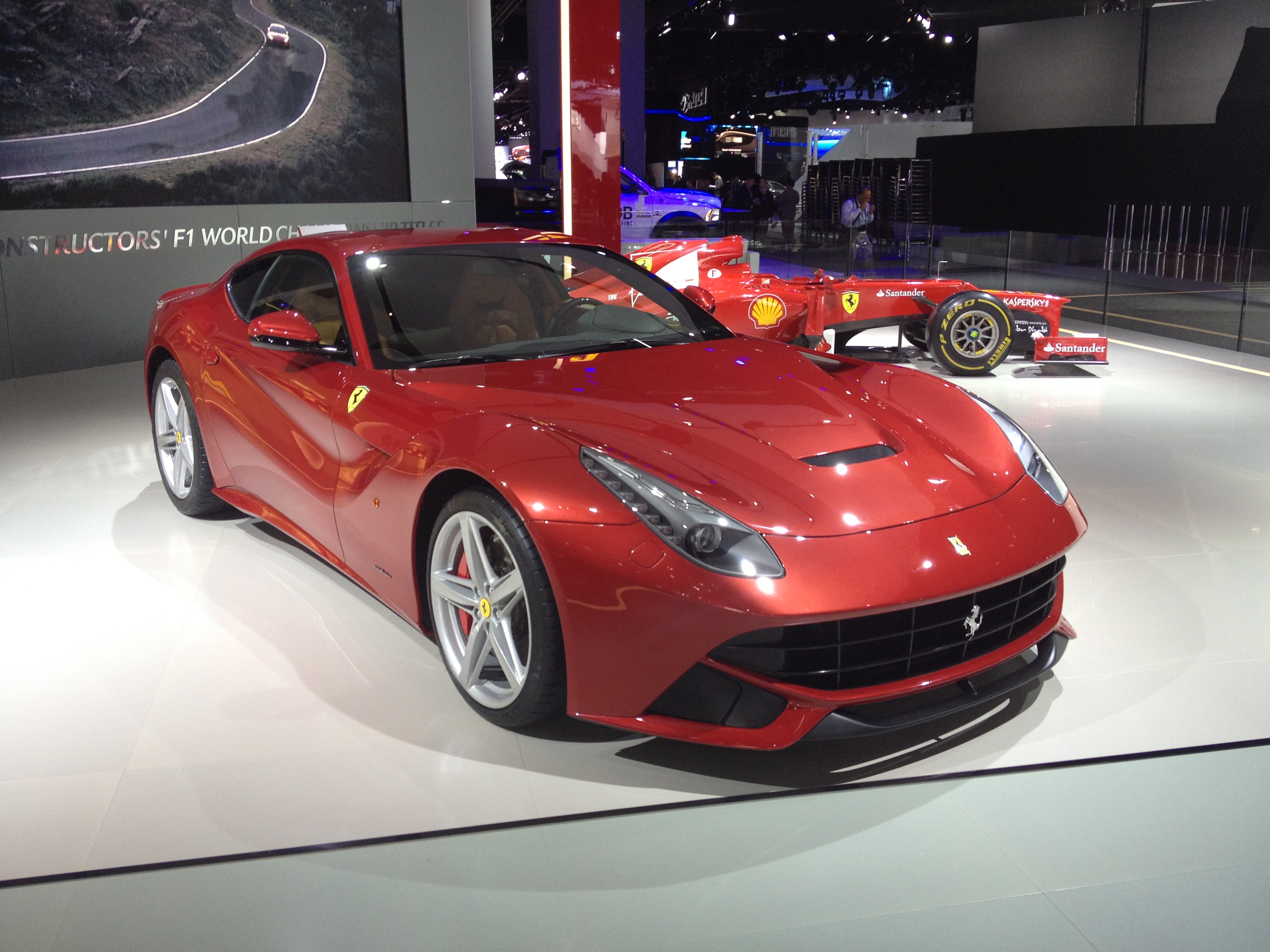
Ferrari F12 berlinetta.
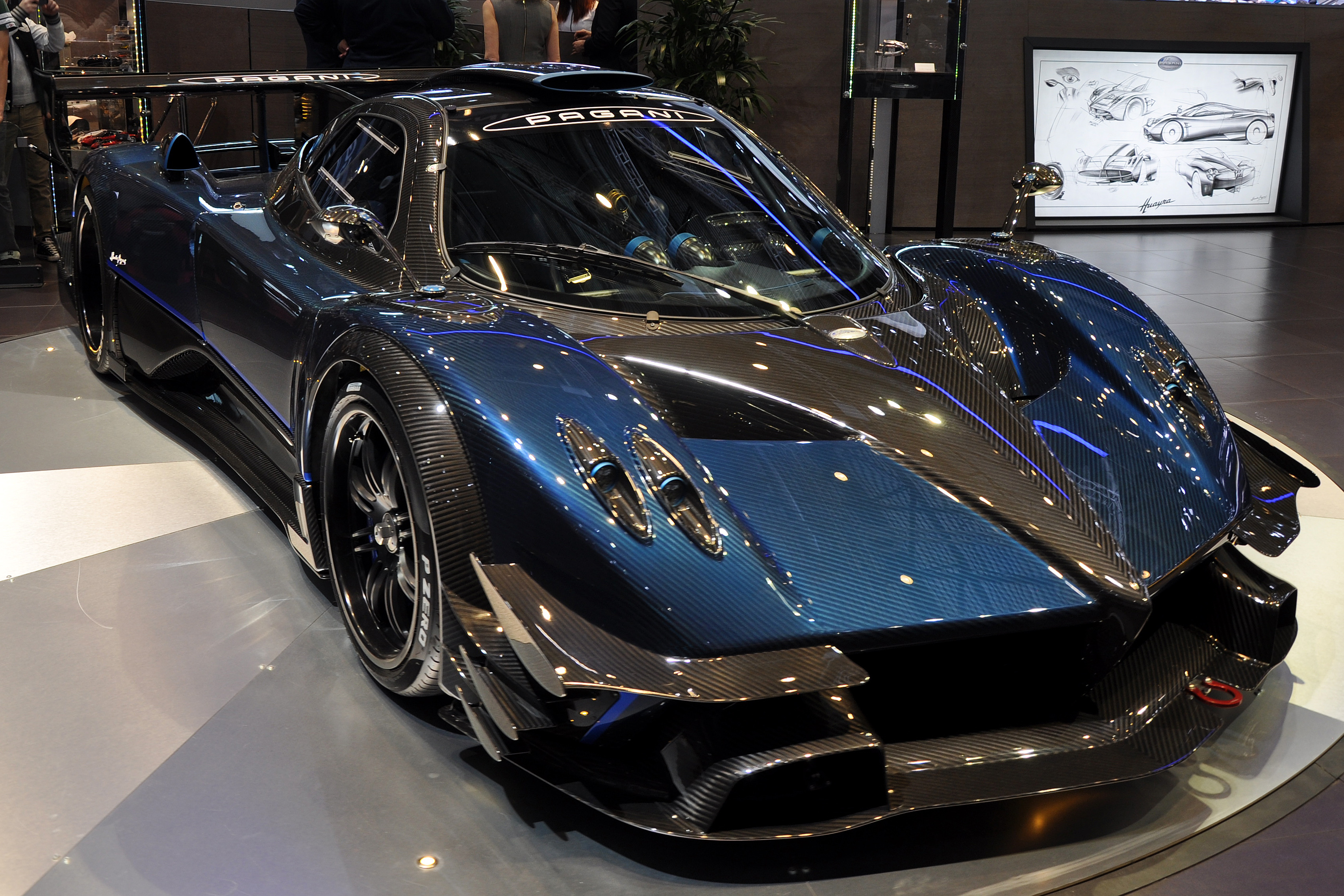
Pagani Zonda Revoluciòn au Salon de l’automobile de Genève 2014.
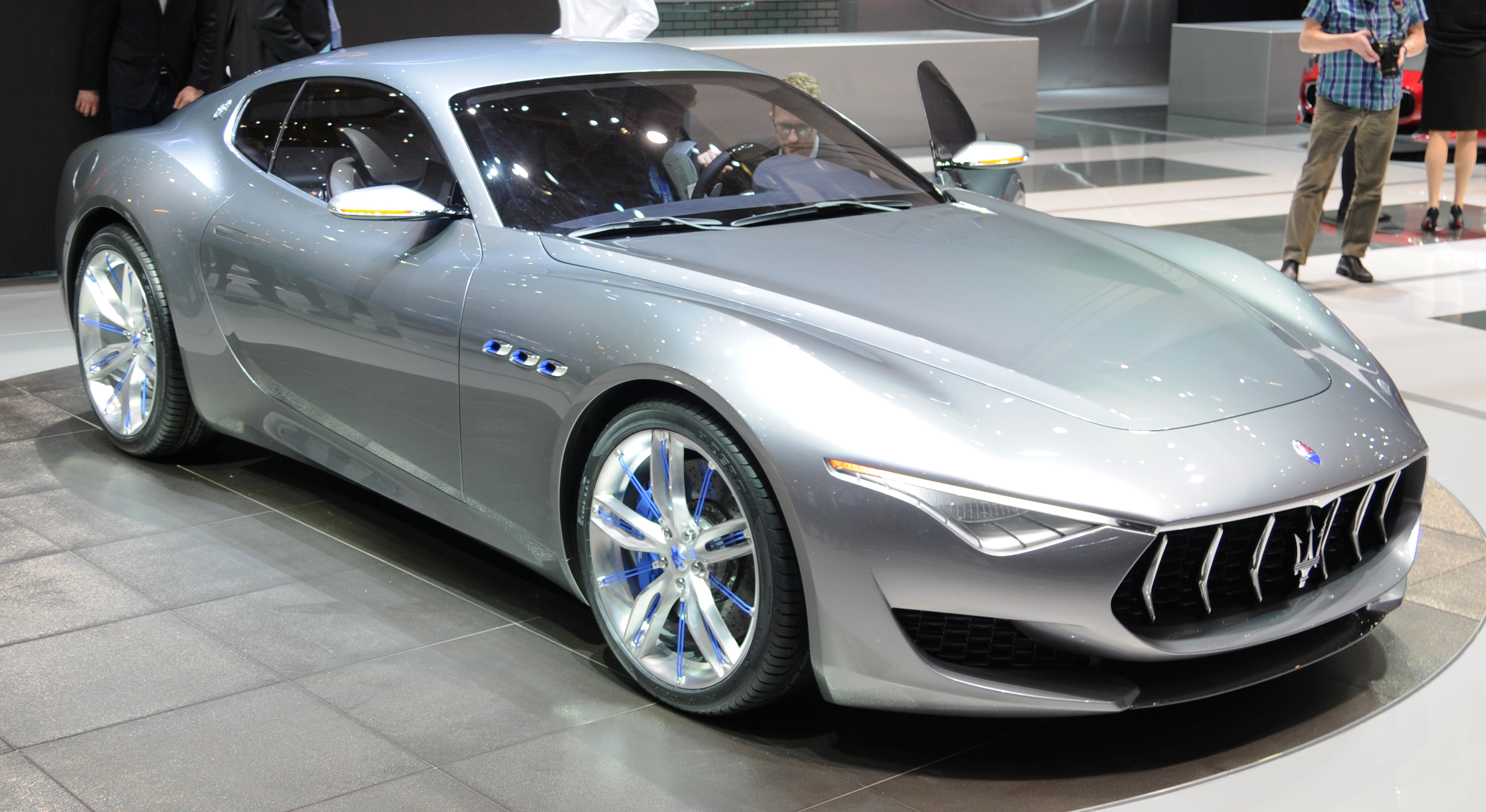
Le modèle Maserati Alfieri de 2014.
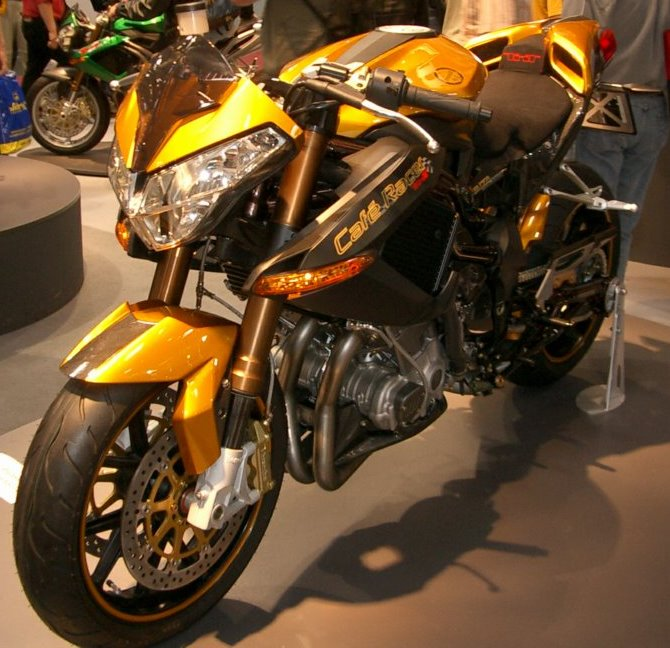
Benelli TNT Café Racer de 2006.
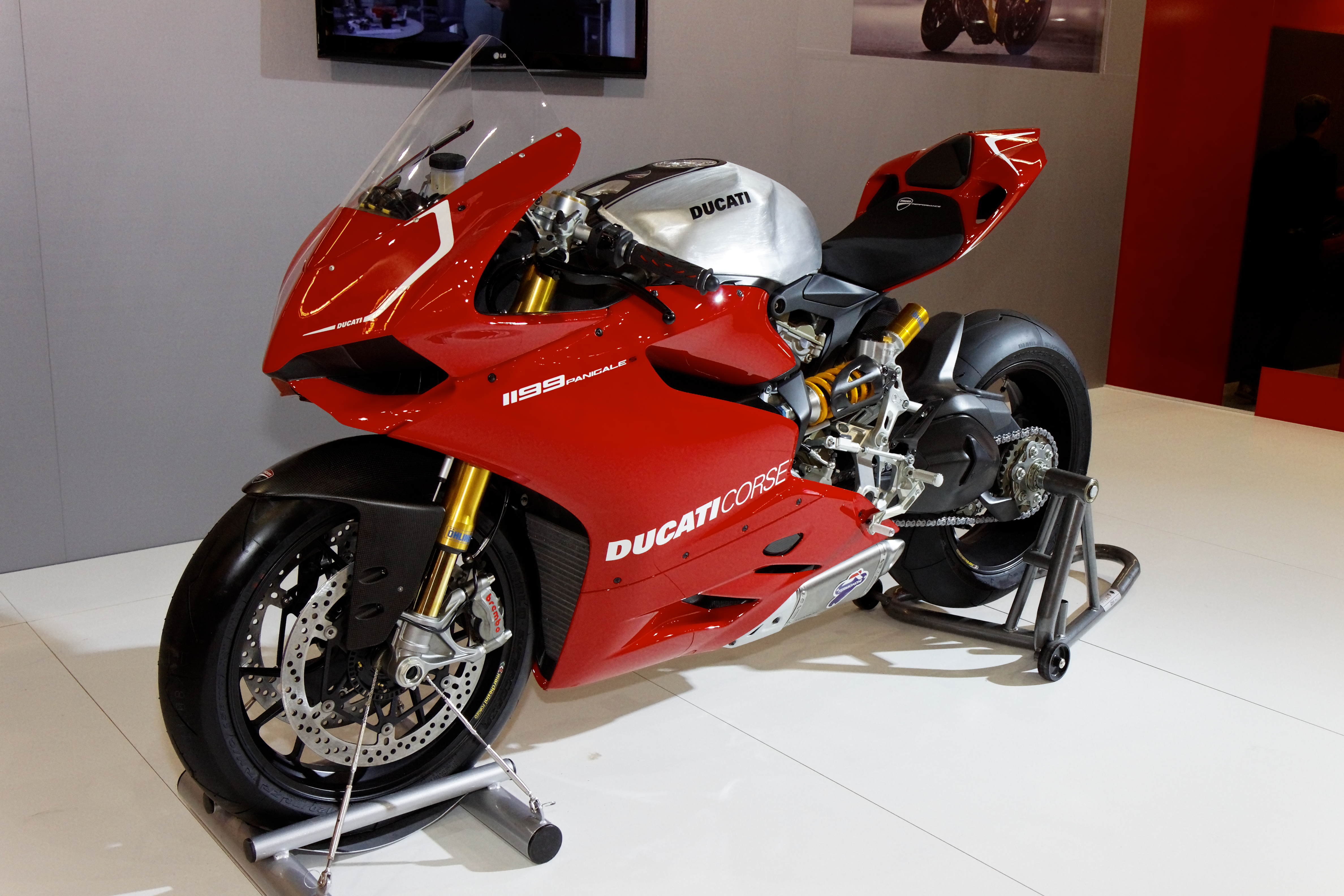
Ducati 1199 Panigale S mise sur le marché en 2012.
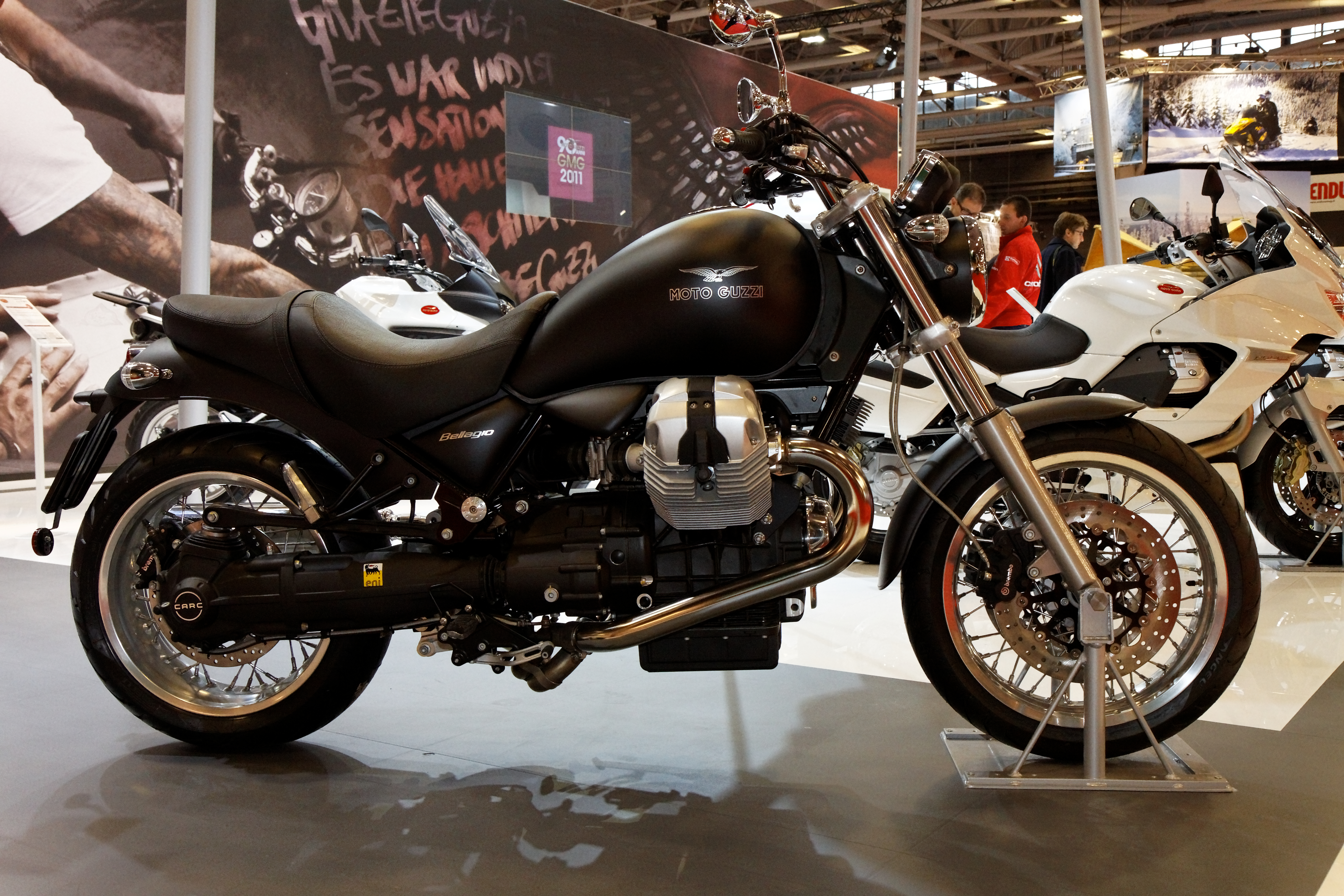
Moto Guzzi Bellagio 940 Aquila Nera de 2011.
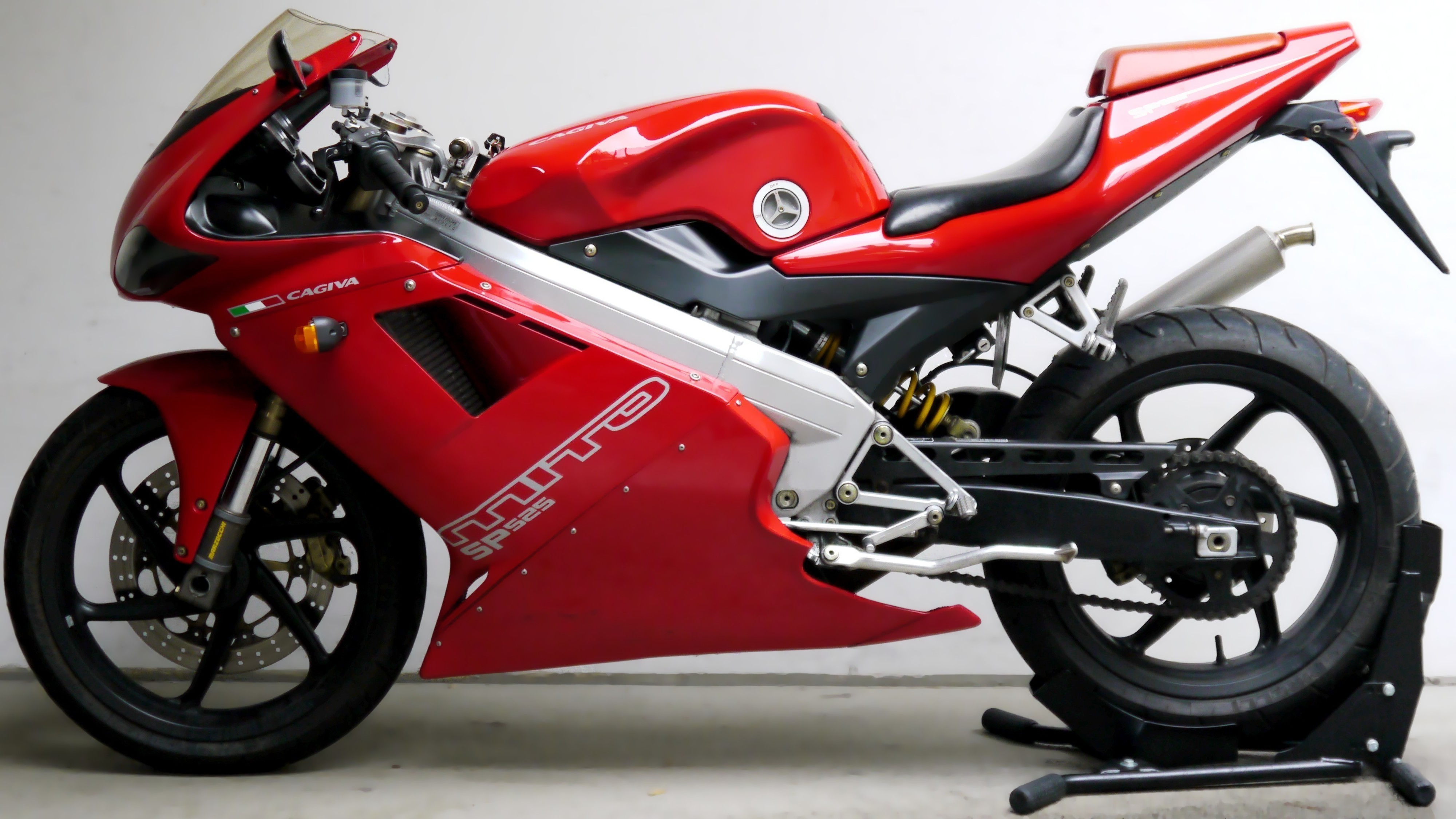
Cagiva Mito SP525.